# Список лучших альбомов США 2014 года (Billboard)

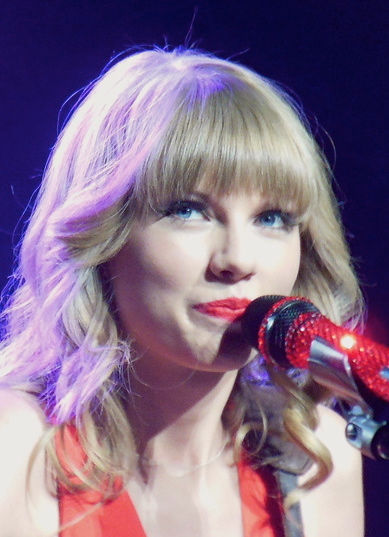
Альбом «1989» американской певицы Тейлор Свифт стал № 3 в чарте Year End Charts и лучшим по продажам в США за весь календарный год.

Список лучших альбомов США 2014 года (Billboard Year End Charts) — итоговый список наиболее популярных альбомов журнала Billboard по данным продаж за 2014 год.

## Общие сведения
Традиционно, итоговый список Top Billboard 200 Albums (Year End Charts) подсчитывается по финансовым результатам с ноября по ноябрь и при таком раскладе победил саундтрек к мультфильму Холодное сердце. Альбом «Frozen» лидировал 13 недель в США в чарте Billboard 200. 
Если же считать календарный год, то лучшим альбомом года (2014's Best-Selling Album) по продажам стал «1989» американской певицы Тейлор Свифт, выпущенный 27 октября 2014 года под лейблом Big Machine. Он в конце года опередил саундтрек Frozen с тиражом в 3,66 млн копий в календарном году (3,53 млн у Frozen).

## История
| Место | Альбом                                             | Исполнитель          | Примечания                               |
| ----- | -------------------------------------------------- | -------------------- | ---------------------------------------- |
| 1     | «Frozen»                                           | Soundtrack           | #1 Digital Albums                        |
| 2     | «Beyonce»                                          | Бейонсе              | #1 R&B/Hip-Hop Albums, #2 Digital Albums |
| 3     | «1989»                                             | Тейлор Свифт         | #3 Digital Albums                        |
| 4     | «Midnight Memories»                                | One Direction        | #6 Digital Albums                        |
| 5     | «The Marshall Mathers LP 2»                        | Эминем               | #2 R&B/Hip-Hop Albums, #9 Digital Albums |
| 6     | «Pure Heroine»                                     | Lorde                | #1 Rock Albums, #4 Digital Albums        |
| 7     | «Crash My Party»                                   | Люк Брайан           | #1 Country Albums                        |
| 8     | «Prism»                                            | Кэти Перри           | #18 Digital Albums                       |
| 9     | «Blame It on My Roots: Five Decades of Influences» | Гарт Брукс           | #2 Country Albums, #1 Independent Albums |
| 10    | «Here’s to the Good Times»                         | Florida Georgia Line | #3 Country Albums                        |